# Шампавер
«Шампавер. Безнравственные рассказы» (фр. Champavert, contes immoraux) — сборник новелл французского писателя Петрюса Бореля, опубликованный в 1833 году.

## Содержание
Вошедшие в состав сборник новеллы объединяет имя Шампавера — крайнего индивидуалиста, склонного к меланхолии и одиночеству. В предисловии автор заявляет, что Шампавер — его настоящее имя. Действие трёх новелл происходит в современной автору Франции, двух — в тропиках, ещё двух — в средневековье.
- Заметка о Шампавере;
- Господин де Ларжантьер, обвинитель;
- Жак Баррау, плотник. Гавана;
- Дон Андреас Везалий, анатом. Мадрид;
- Three fingered Jack, оби. Ямайка;
- Дина, красавица-еврейка. Лион;
- Шампавер, ликантроп. Париж.

## Восприятие
Новеллы Бореля относят к «неистовой» литературе, для которой характерны кипение страстей, обилие жестоких и кровавых сцен, злая ирония.